# Џоун Рјудаветс
Џоун Рјудаветс Мол (шп. Joan Riudavets Moll; Ес Миђорн Гран, 15. децембар 1889 — Ес Миђорн Гран, 5. март 2004) био је шпански суперстогодишњак који је према гинисовој књизи рекорда носио титулу најстаријег живог мушкарца на свету у периоду од 28. септембра 2003. до 5. марта 2004. године.

## Биографија
Џоун Рјудаветс Мол рођен је у Ес Миђорн Грану, Менорка, Балеарска Острва, Шпанија, 15. децембра 1889. Његова мајка, Каталин Мол Меркадес, преминула је крајем децембра 1889. године, у 25. години живота. Оженио се 1917. године, а његова супруга преминула је 1979. године, у доби од 90 година. Радио је као обућар до пензионисања 1954. године, а био је и сеоски одборник Ес Миђорн Грана.
3. јануара 2002, након смрти 112-годишњег Антонија Тодеа из Италије, постао је најстарији живи мушкарац у Европи.
14. маја 2003, након смрти 113-годишње Терезе Фумароле из Италије, постао је најстарија жива особа у Европи.
28. септембра 2003, након смрти 114-годишњег Јукичија Чуганџија из Јапана, постао је најстарији живи мушкарац на свету.
Џоун Рјудаветс Мол преминуо је у у Ес Миђорн Грану, Менорка, Балеарска Острва, Шпанија, 5. марта 2004. године, у доби од 114 година и 81 дан. Након његове смрти, тада 113-годишњи Фред Хејл из Сједињених Америчких Држава, преузео је титулу најстаријег живог мушкарца на свету.